# 植竹喜四郎
植竹 喜四郎（うえたけ きしろう、1884年〈明治17年〉1月 - 1963年〈昭和38年〉）は、日本の歌人（筆名・岸良雄）、実業家。下野鉄工、東野電力、植竹商業各取締役。

## 人物
栃木県大田原市黒羽向町出身。栃木県人・植竹三右衛門の三男、植竹三右衛門、植竹龍三郎の弟。1915年、分家して一家を創立した。籾山梓月の経営する籾山書店を経て、文芸出版社の植竹書院を経営した。
大正時代の重要な文芸書シリーズ「現代傑作叢書」「現代代表作叢書」「文明叢書」「薔薇叢書」を刊行し、また広津和郎らの同人誌「奇蹟」の発行所となった。また「日月社」の発行者として、「反響叢書」「現代百科文庫文芸思潮叢書」なども出版した。植竹書院の翻訳部主幹は鈴木悦が務めており、翻訳叢書「植竹文庫」の一巻としてトルストイ『戦争と平和』の全訳を刊行予定だったが、それを待たず1916年に植竹書院は廃業した。
その後は岸良雄名義で歌人としての活動に集中した。1925年には生活派口語短歌の歌誌「芸術と自由」創刊に編集同人として参画したが、中心人物であった西村陽吉と袂を分かち、「芸術と自由」を離れた。1957年、歌集『花蓮』を刊行した。

## 家族・親族
植竹家
- 妻・富美（1899年 - ?、栃木、島田兵一郎の妹[1]、島田雄三郎の二女[3]）
- 男（1915年 - ?）[1]
- 二男（1923年 - ?）[1]